# Ružna Betty
"Ružna Betty" je američka dramsko-humoristična TV serija autora Silvija Horte, koja je krenula s emitiranjem na američkoj TV mreži ABC 28. rujna 2006. godine. Serija prati život Betty Suarez, neugledne i dobronamjerne djevojke koja dobiva posao u redakciji modnog časopisa Mode Magazine. "Betty" je adaptacija kolumbijske telenovele "Yo soy Betty, la fea", čiji je autor cijenjeni Fernando Gaitán. Seriju su producirale tvrtke Silent Ha, Ventanarose i Reveillea u partnerstvu s ABC Studios. Prva i druga sezona serije je snimana u Los Angelesu, dok su treća i četvrta snimane u New Yorku. Glavni producenti su Salma Hayek, Silvio Horta, Ben Silverman, Jose Tamez i Joel Fields.
Trenutno se u SAD-u emitira 4. sezona serija svakog petka u 20:00 sati (za razliku od prošlih sezona kada se serija emitirala četvrtkom u isto vrijeme). Revoltirani fanovi i kritičari su se zabrinuli kako mijenjanjem termina, ABC želi dati do znanja kako će ova sezona serije biti i njena posljednja (s obzirom na to da je televizijski petak u SAD-u smatran "mrtvim danom" kada serije ostvaruju slabe rezultate gledanosti).
27. siječnja 2010., ABC je potvrdio kako će "Bettyina" trenutna četvrta sezona biti i njena posljednja.

## Pregled

### Pregled serije
| Sezona | Sezona | Epizoda | Originalno emitiranje | Originalno emitiranje | DVD izdanje (regija 1) | DVD izdanje (regija 1) |
| Sezona | Sezona | Epizoda | Premijera sezone      | Kraj sezone           | DVD izdanje (regija 1) | DVD izdanje (regija 1) |
| ------ | ------ | ------- | --------------------- | --------------------- | ---------------------- | ---------------------- |
|        | 1      | 23      | 28. rujna 2006.       | 17. svibnja 2007.     | 21. kolovoza 2007.     |                        |
|        | 2      | 18      | 27. rujna 2007.       | 22. svibnja 2008.     | 9. rujna 2008.         |                        |
|        | 3      | 24      | 25. rujna 2008.       | 21. svibnja 2009.     | 22. rujna 2009.        |                        |
|        | 4      | 20      | 16. listopada 2009.   | 14. travnja 2010.     | datum nije najavljen   |                        |

## Glumačka postava

### Glavna glumačka postava
| Glumac/ica       | Uloga             | Trajanje                 |
| ---------------- | ----------------- | ------------------------ |
| America Ferrera  | Betty Suarez      | sezona 1 - 4             |
| Eric Mabius      | Daniel Meade      | sezona 1 - 4             |
| Tony Plana       | Ignacio Suarez    | sezona 1 - 4             |
| Ana Ortiz        | Hilda Suarez      | sezona 1 - 4             |
| Becki Newton     | Amanda Tanen      | sezona 1 - 4             |
| Mark Indelicato  | Justin Suarez     | sezona 1 - 4             |
| Vanessa Williams | Wilhelmina Slater | sezona 1 - 4             |
| Michael Urie     | Marc St. James    | sezona 1 - 4             |
| Judith Light     | Claire Meade      | sezona 2 - 4 (gost u 1.) |
| Daniel Eric Gold | Matt Hartley      | sezona 4 (gost u 3.)     |

### Glumci koji su napustili seriju
| Glumac/ica         | Uloga              | Trajanje                      |
| ------------------ | ------------------ | ----------------------------- |
| Alan Dale          | Bradford Meade †   | sezona 1-2                    |
| Christopher Gorham | Henry Grubstick    | sezona 2 (gost u 1., 3. i 4.) |
| Rebecca Romijn     | Alexis Meade       | sezona 1-3                    |
| Ashley Jensen      | Christina McKinney | sezona 1-3 (gost u 4.)        |